# Prvenstvo Zadarskog nogometnog podsaveza 1961./62.
Prvenstvo Zadarskog nogometnog podsaveza za sezonu 1961./62. je osvojio "Tekstilac" iz Zadra, koji je potom razigravao za prvaka Dalmatinske zone. To je bila liga 3. stupnja nogometnog prvenstva Jugoslavije, a sudjelovalo je ukupno 10 klubova. 
 Od sezone 1962./63., uspostavom Dalmatinske zonske lige, Liga zadarskog podsaveza postaje liga četvrtog stupnja. 

## Ljestvica
| mj. | klub                        | ut. | pob. | ner. | por. | gol+ | gol- | bod |
| --- | --------------------------- | --- | ---- | ---- | ---- | ---- | ---- | --- |
| 1.  | Tekstilac Zadar             | 18  | 15   | 2    | 1    | 68   | 15   | 32  |
| 2.  | Metalac Zadar               | 18  | 16   | 0    | 2    | 51   | 14   | 32  |
| 3.  | Zadar                       | 18  | 12   | 1    | 5    | 57   | 27   | 25  |
| 4.  | Omladinac Zadar             | 18  | 12   | 1    | 5    | 36   | 21   | 25  |
| 5.  | Velebit Benkovac            | 18  | 9    | 2    | 7    | 35   | 33   | 20  |
| 6.  | Sloboda Zadar               | 18  | 5    | 4    | 9    | 30   | 21   | 14  |
| 7.  | Krila Jadrana Zemunik Donji | 18  | 5    | 4    | 9    | 27   | 35   | 13  |
| 8.  | Jedinstvo Bokanjac          | 18  | 2    | 6    | 10   | 22   | 45   | 10  |
| 9.  | Pomorac Zadar               | 18  | 2    | 4    | 12   | 23   | 57   | 8   |
| 10. | Goran Zaton                 | 18  | 0    | 1    | 17   | 8    | 69   | 1   |

- Bokanjac – danas dio Zadra

## Rezultatska križaljka
| kratica | klub                        | GOR | JED | KRJ | MET | OML | POM | SLO | TEK | VEL | ZAD |
| --- | --------------------------- | --- | --- | --- | --- | --- | --- | --- | --- | --- | --- |
| GOR | Goran Zaton                 |     |     |     |     |     |     |     |     |     |     |
| JED | Jedinstvo Bokanjac          |     |     |     |     |     |     |     |     |     |     |
| KRJ | Krila Jadrana Zemunik Donji |     |     |     |     |     |     |     |     |     |     |
| MET | Metalac Zadar               |     |     |     |     |     |     |     |     |     |     |
| OML | Omladinac Zadar             |     |     |     |     |     |     |     |     |     |     |
| POM | Pomorac Zadar               |     |     |     |     |     |     |     |     |     |     |
| SLO | Sloboda Zadar               |     |     |     |     |     |     |     |     |     |     |
| TEK | Tekstilac Zadar             |     |     |     |     |     |     |     |     |     |     |
| VEL | Velebit Benkovac            |     |     |     |     |     |     |     |     |     |     |
| ZAD | Zadar                       |     |     |     |     |     |     |     |     |     |     |
| |                             |     |     |     |     |     |     |     |     |     |     |
| podebljan rezultat - utakmice od 1. do 9. kola (1. utakmica između klubova) rezultat normalne debljine - utakmice od 10. do 18. kola (2. utakmica između klubova) rezultat nakošen - nije vidljiv redoslijed odigravanja međusobnih utakmica iz dostupnih izvora rezultat nakošen i smanjen * - iz dostupnih izvora nije uočljiv domaćin susreta prekrižen rezultat - poništena ili brisana utakmica p - utakmica prekinuta 3:0 p.f. / 0:3 p.f. - rezultat 3:0 bez borbe n.i. - nije igrano |                             |     |     |     |     |     |     |     |     |     |     |

 Izvori: 